# Seleção Georgiana de Basquetebol
A Seleção Georgiana de Basquetebol é a equipe que representa a Geórgia em competições internacionais da modalidade. 